# Ofatumumabe
O ofatumumabe é um anticorpo monoclonal totalmente humano para a proteína CD20, que parece proporcionar uma rápida depleção de células B. Sob o nome comercial Kesimpta, é aprovado para o tratamento de esclerose múltipla nos Estados Unidos, bem como na União Europeia e outras regiões. Sob o nome comercial Arzerra, é aprovado para o tratamento de certos tipos de leucemia linfocítica crônica (LLC) nos Estados Unidos. É vendido pela Novartis sob licença da Genmab.
Ao contrário do rituximab, o ofatumumab é um anticorpo monoclonal completamente humano. É utilizado em ambiente hospitalar e apenas em alguns centros especializados no tratamento do linfoma não Hodgkin de células B, nas leucemias de células B e em algumas doenças autoimunes. Também é usado no tratamento da esclerose múltipla. Os efeitos colaterais mais comuns do ofatumumabe (Kesimpta) incluem infecção do trato respiratório superior, dor de cabeça, reações relacionadas à injeção e reações locais no local da injeção. Os efeitos colaterais mais comuns do ofatumumabe (Arzerra) incluem reações à infusão e neutropenia.

## Uso médico
Ofatumumab (Kesimpta 20 mg solução injetável em caneta) é indicado para o tratamento de formas recorrentes de esclerose múltipla em adultos.  A dose recomendada é de 20 mg de ofatumumabe administrado por injeção subcutânea com dosagem mensal após a carga.
Foi demonstrado que o tratamento com ofatumumabe esgota rapidamente as células B o que auxilia na patogênese da EM, influenciando e regulando diferentes processos autoimunes, como a produção de células T e a atividade de APC.

#### Ofatumumab
- Bruce A. Chabner e Dan L. Longo, Cancer Chemotherapy and Biotherapy: Principles and Practice, Lippincott Williams & Wilkins, 8 de novembro de 2010, pp. 485–, ISBN 978-1-60547-431-1.
- Gail M. Wilkes, Gail M Wilkes, R.N., M.S., Margaret Barton-Burke, Margaret Barton-Burke, R.N., PH.D., Oncology Nursing Drug Handbook 2011, Jones & Bartlett Publishers, 14 de dezembro de 2010, p. 607–, ISBN 978-1-4496-0013-6.
- Yuti Chernajovsky e Ahuva Nissim, Therapeutic antibodies, Springer, 2007, p. 88–, ISBN 978-3-540-73258-7.
- Razelle Kurzrock e Maurie Markman, Targeted Cancer Therapy, Humana Press, 7 aprile 2008, p. 74–, ISBN 978-1-60327-423-4.
- Susan O'Brien, Hagop M. Kantarjian e Julie M. Vose, Management of Hematologic Malignancies, Cambridge University Press, 31 de dezembro de 2010, p. 364–, ISBN 978-0-521-89640-5.